# Cybaeopsis typica
Espèce
Synonymes
- Cybaeopsis typicus Strand, 1907

Cybaeopsis typica est une espèce d'araignées aranéomorphes de la famille des Amaurobiidae.

## Distribution
Cette espèce se rencontre au Japon et en Russie aux îles Kouriles et à Sakhaline,.

## Description
Le mâle holotype mesure 6,5 mm

## Systématique et taxinomie
Cette espèce a été décrite par Strand en 1907.

## Publication originale
- Strand, 1907 : « Vorläufige Diagnosen süd- und ostasiatischer Clubioniden, Ageleniden, Pisauriden, Lycosiden, Oxyopiden und Salticiden. » Zoologische Anzeiger, vol. 31, p. 558-570 (texte intégral).